# Стивашниця
Стивашниця (хорв. Stivašnica) — населений пункт у Хорватії, в Шибеницько-Книнській жупанії у складі громади Рогозниця.

## Населення
Населення за даними перепису 2011 року становило 47 осіб.

## Клімат
Середня річна температура становить 15,89 °C, середня максимальна – 28,11 °C, а середня мінімальна – 4,32 °C. Середня річна кількість опадів – 675 мм.
| Клімат поселення                              | Клімат поселення | Клімат поселення | Клімат поселення | Клімат поселення | Клімат поселення | Клімат поселення | Клімат поселення | Клімат поселення | Клімат поселення | Клімат поселення | Клімат поселення | Клімат поселення | Клімат поселення |
| Показник                                      | Січ.             | Лют.             | Бер.             | Квіт.            | Трав.            | Черв.            | Лип.             | Серп.            | Вер.             | Жовт.            | Лист.            | Груд.            |                  |
| Середній максимум, °C                         | 12,48            | 12,36            | 14,19            | 17,40            | 22,23            | 26,05            | 28,11            | 27,81            | 23,98            | 20,17            | 15,63            | 12,93            |                  |
| Середня температура, °C                       | 8,45             | 8,32             | 10,17            | 13,37            | 18,20            | 22,03            | 25,01            | 24,71            | 20,89            | 17,07            | 12,56            | 9,85             |                  |
| Середній мінімум, °C                          | 4,45             | 4,32             | 6,12             | 9,35             | 14,17            | 18,00            | 21,92            | 21,62            | 17,78            | 13,98            | 9,47             | 6,76             |                  |
| Норма опадів, мм                              | 63               | 53               | 58               | 58               | 45               | 42               | 23               | 38               | 65               | 72               | 85               | 73               |                  |
| Середньомісячна швидкість вітру, м/с          | 3.28             | 3.41             | 3.51             | 3.30             | 2.90             | 2.66             | 2.70             | 2.57             | 2.87             | 3.00             | 3.67             | 3.55             |                  |
| Середньомісячна сонячна радіація, кДж/м²·день | 5526             | 8268             | 12051            | 16815            | 20880            | 23617            | 25213            | 22013            | 16257            | 10565            | 5950             | 4672             |                  |
| --------------------------------------------- | ---------------- | ---------------- | ---------------- | ---------------- | ---------------- | ---------------- | ---------------- | ---------------- | ---------------- | ---------------- | ---------------- | ---------------- | ---------------- |
| Джерело:                                      |                  |                  |                  |                  |                  |                  |                  |                  |                  |                  |                  |                  |                  |